# Sophie Lefranc-Duvillard
Sophie Lefranc-Duvillard, geborene Lefranc, (* 5. Februar 1971 in Bourg-Saint-Maurice; † 22. April 2017) war eine französische Skirennläuferin. Sie war auf die Disziplinen Riesenslalom und Super-G spezialisiert.

## Biografie
Sophie Lefranc startete für den Skiclub aus Megève und begann ihre Karriere mit Einsätzen bei FIS-Rennen und im Europacup. Obwohl sie noch keine Punkte im Weltcup vorzuweisen hatte, konnte sie 1992 an den Olympischen Winterspielen in ihrer engeren Heimat um Albertville teilnehmen. Weltcuppunkte gewann sie erstmals am 28. November 1992 als Zehnte des Riesenslaloms von Park City.
Elf Monate später erzielte Lefranc am 31. Oktober 1993 ihr bestes Weltcupergebnis, als sie in Sölden auf den zweiten Platz fuhr. In der Folge waren ihre Leistungen sehr unausgeglichen, mehreren Ergebnissen unter den besten zehn standen auch zahlreiche Ausfälle gegenüber. In ihrer letzten Saison 1997/98 war sie am konstantesten: Über den ganzen Winter gesehen war sie die siebtbeste Riesenslalomläuferin der Welt, hinzu kam bei den Olympischen Winterspielen 1998 in Nagano der fünfte Platz in dieser Disziplin.
Im März 1998 erklärte sie den Rücktritt vom Spitzensport. Sie war mit dem ehemaligen Skirennläufer Adrien Duvillard verheiratet, mit dem sie Zwillingstöchter und einen Sohn hatte. Am 22. April 2017 erlag Sophie Lefranc-Duvillard einer langen Krankheit.

## Erfolge

### Olympische Spiele
- Albertville 1992: 19. Riesenslalom
- Nagano 1998: 5. Riesenslalom

### Weltmeisterschaft
- Morioka 1993: 26. Riesenslalom, 34. Super-G
- Sestriere 1997: 15. Riesenslalom

### Weltcup
- Saison 1997/98: 7. Riesenslalomwertung
- 14 Platzierungen unter den besten zehn, davon 2 Podestplätze

### Europacup
- Saison 1992/93: 3. Gesamtwertung, 1. Super-G-Wertung, 4. Riesenslalomwertung

### Weitere Erfolge
- 3 französische Meistertitel (Super-G 1994, Riesenslalom 1995 und 1997)